# Biserica romano-catolică din Beiuș
Biserica romano-catolică din Beiuș, cu hramul Sfânta Treime, este un monument istoric și de arhitectură aflat în centrul municipiului Beiuș.